# Scheuern (Gernsbach)
Scheuern ist ein Wohnplatz der Stadt Gernsbach im Landkreis Rastatt, Land Baden-Württemberg. Bis 1936 war Scheuern eine eigenständige Gemeinde, heute ist es der nach Bevölkerungszahl größte Ort Gernsbachs außerhalb der Kernstadt.

## Geographische Lage
Scheuern erstreckt sich am südlichen Ortsausgang von Gernsbach entlang des rechten Talhangs der Murg, im Volksmund auch Scheuerner Buckel genannt. Die historischen Gemarkungen von Scheuern und Gernsbach wurden durch den Igelbach getrennt, wobei kleine Flächen links des Bachlaufs noch zu Gernsbach gehören. Der Untergrund besteht aus ackergünstigem Lehmboden auf Forbachgranit. Aufgrund der seit den späten 1950er Jahren einsetzenden Bebauung der ehemals überwiegend zum Schloss Eberstein gehörenden Wiesenflächen ist Scheuern inzwischen auch mit dem Stadtteil Obertsrot zusammengewachsen. Ein weiterer Nachbarort ist der östlich gelegene Stadtteil Lautenbach.

## Wappen
Die Blasonierung lautet: In Silber ein grüner Weinstock mit zwei blauen Trauben, darunter ein linkshin liegendes Rebmesser in natürlicher Farbe.

## Geschichte
Der Ort Scheuern geht wohl auf einen Hof zurück, der 1267 als „zu der Schuren“ erstmals urkundlich erwähnt wird. Er befand sich damals im Besitz des Gernsbacher Vogts Heinrich Schurbrand oder Scheuerbrand (die Schreibweise wechselt). Ein Dorf Scheuern wird erstmals 1327 genannt. Orts- und Familienname hängen offenbar zusammen, doch bleibt unklar, welcher Name älter ist. Scheuern gehörte von Anfang an zur Grafschaft Eberstein und teilt mit dem Hauptort Gernsbach die Herrschaftsgeschichte. 1387 gelangte mit dem Verkauf der halben Grafschaft Eberstein an den Markgrafen von Baden auch Scheuern zur Hälfte an Baden, so dass es seither badische und ebersteinische Leibeigene in Scheuern gab. Mit der Errichtung einer gemeinschaftlichen Verwaltung der Grafschaft Eberstein durch den Einwurfvertrag von 1505 wurden die Einwohner von Scheuern Gemeinuntertanen beider Herrschaften, so dass sie nun wieder ohne Einschränkung untereinander heiraten und Geschäfte abschließen konnten. 1556 führten die damaligen Landesherren Wilhelm IV. von Eberstein und Philibert von Baden die Reformation ein. Beim Erbstreit zwischen den Grafen von Eberstein und den mit ihnen verschwägerten Häusern Gronsfeld und Wolkenstein blieb Scheuern aufgrund des Rufacher Vertrags von 1624 ebersteinisch. Als das Haus Eberstein 1660 im Mannesstamm ausstarb, fiel der Ebersteiner Anteil an Scheuern an das Hochstift Speyer. Die badisch-speyerische Gemeinherrschaft endete 1803 mit dem Reichsdeputationshauptschluss, als Baden den speyerischen Anteil an der Grafschaft Eberstein zugesprochen erhielt.
Gerichtsort war Gernsbach, doch bildete Scheuern stets eine eigene Gemeinde mit Schultheiß oder Bürgermeister. Kirchlich gehörte Scheuern dagegen immer zu Gernsbach. Es verfügte weder über eine eigene Kirche noch über einen Friedhof. Da Scheuern aufgrund des Rufacher Vertrags im Einflussbereich der Grafen von Eberstein blieb, konnte sich hier der evangelische Glaube behaupten. 1683 waren von 29 Familien 24 protestantisch und nur fünf katholisch.
Scheuern galt in der ersten Hälfte des 18. Jahrhunderts als „traditionell armes Dorf“. Haupterwerbszweige in der vorindustriellen Zeit waren Acker- und Weinbau. Auf letzteren weist auch das Wappen hin. Ein 1754 unternommener Versuch, Eisenerz zu gewinnen, schlug fehl. Zwischen dem 16. und 18. Jahrhundert unterhielt die Murgschifferschaft bis zu fünf Sägemühlen auf Scheuerner Gemarkung, womit man sich die Wasserkräfte von Igelbach und Lautenbach sowie der Murg im Gewann Fröschau zunutze machte. 1792 werden die Sägewerke alle als „niedergefallen“ bezeichnet. Im 19. Jahrhundert waren als Nebengewerbe holzverarbeitende Tätigkeiten wie Besenbinden, Rechenmachen, Schnefeln und Schindelmachen bedeutend. Im letzten Viertel des 19. Jahrhunderts vollzog sich mit der Industrialisierung des Murgtals der Übergang zur Fabrikarbeit bei gleichzeitiger Beibehaltung einer Nebenerwerbslandwirtschaft, wobei besonders der Obstanbau einen Aufschwung erlebte. Seit 1904 verfügte Scheuern über eine zentrale Wasserversorgung. Der Anschluss an die Versorgung mit Elektrizität erfolgte 1910 von Gernsbach aus. Seit 1908 bestand in Scheuern ein Kinderschwester-Erholungsheim des Diakonissenmutterhauses Karlsruhe sowie seit 1912 ein Genesungsheim der Allgemeinen Ortskrankenkasse Karlsruhe.
1931 stellte die Stadt Gernsbach beim badischen Innenministerium den Antrag, die Gemeinde Scheuern aufgrund ihrer räumlichen Nähe mit der Stadt zu vereinen. Scheuern wehrte sich vier Jahre lang gegen den Verlust der Selbständigkeit, bis der badische Innenminister Karl Pflaumer und der Reichsstatthalter Robert Wagner den Zusammenschluss zum 1. April 1936 per Erlass verfügten.
Seit der Gebietsreform der 1970er Jahre wird Scheuern vom Land Baden-Württemberg als Wohnplatz geführt. Eine eigene Scheuerner Gemarkung gibt es heute nicht mehr. Während Scheuern in der Gernsbacher Hauptsatzung nicht unter den Stadtteilen genannt wird, behandelt die Stadt das Quartier in der öffentlichen Präsentation den Stadtteilen gleichgestellt.

## Verkehr
Durch Scheuern führt die Straße von Gernsbach nach Lautenbach (heute Kreisstraße 3703). Die bereits im Mittelalter existierende Alte Weinstraße, erstmals 1087 im Reichenbacher Schenkungsbuch als via communis quae ducit per silvam erwähnt, führt von Gernsbach am Ortsrand von Scheuern vorbei über den Hohloh nach Besenfeld, wo es Anschlüsse nach Osten, Süden und Westen gibt.

### Öffentlicher Personennahverkehr
Die Buslinie 247 des Karlsruher Verkehrsverbundes führt von Gernsbach über Scheuern nach Lautenbach; in verkehrsschwachen Zeiten wird der Bus durch ein Anruf-Linientaxi ersetzt. Von 1894 bis zum 1. Februar 1924 besaß Scheuern eine eigene Haltestelle der Murgtalbahn. Nächstgelegener Haltepunkt der S-Bahnlinien des Karlsruher Verkehrsverbundes ist heute die Station Gernsbach-Mitte.

## Bildung

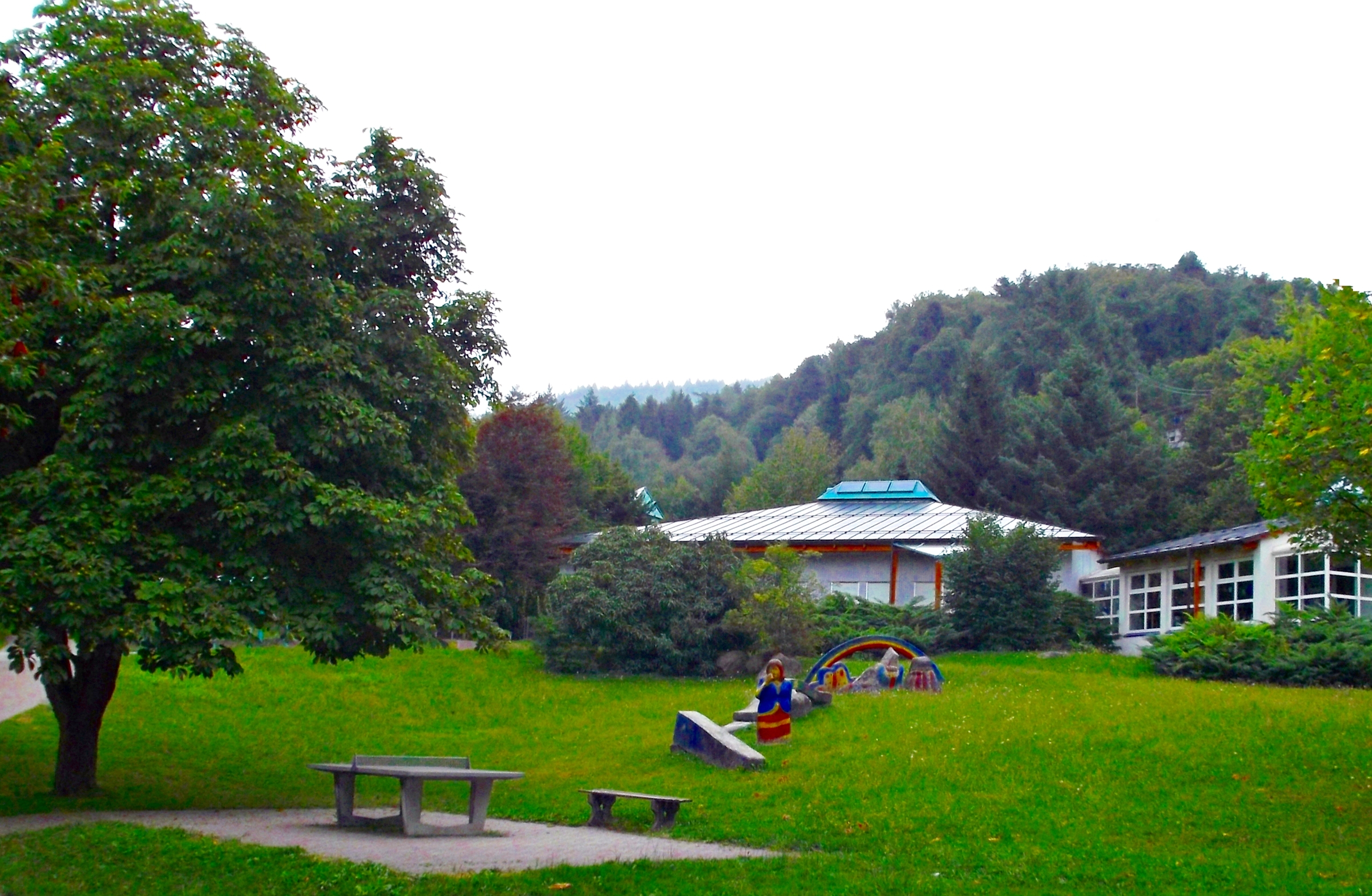
Kindergarten Scheuern

Scheuern verfügt über eine einzügige Grundschule und einen evangelischen Kindergarten. Beide Einrichtungen werden auch von den Kindern aus Lautenbach besucht.

## Wirtschaft
Scheuern ist Sitz der Firma Burster Präzisionsmesstechnik, eigenen Angaben zufolge einer der international führenden Anbieter von Präzisionsmesstechniken, sowie der Firma Casimir Kast, die Verpackungen und Displays herstellt.

## Vereine
Es bestehen an Vereinen:
- Förderverein der Grundschule Scheuern e.V., am 7. März 2017 gegründet
- Scheuerner Fasnachtsclub.[30]
- Dorfgemeinschaft 750 Jahre Scheuern, anlässlich des 750-jährigen Ortsjubiläums im Jahr 2017 im Oktober 2016 gegründet.
- FC Gernsbach mit Sportplatz auf Scheuerner Gebiet (Gewann Fröschau).

Die Sängervereinigung Freundschaft Scheuern hat sich nach 132 Jahren Bestehen aufgelöst. Im August 2020 fand die letzte Vereinssitzung statt. Gründe für die Vereinsauflösung waren Überalterung sowie die Tatsache, dass zuletzt der Verein nur noch 13 aktive Mitglieder zählte und das Corona-Virus das gemeinsame Musizieren erschwerte.

## Personen mit Bezug zu Scheuern
- Heinrich Funck (1853–1932), Philologe und Historiker
- Bernd Isemann (1881–1967), Schriftsteller
- Walter Buch (1883–1949), Offizier und Politiker (NSDAP)
- Karl Kappler (1891–1962), Rennfahrer
- Hans Jordan (1892–1975), General der Infanterie
- Scipio Colombo (1910–2002), Opernsänger
- Jenny Abel (* 1942), Geigerin